# Балта (Северная Осетия)

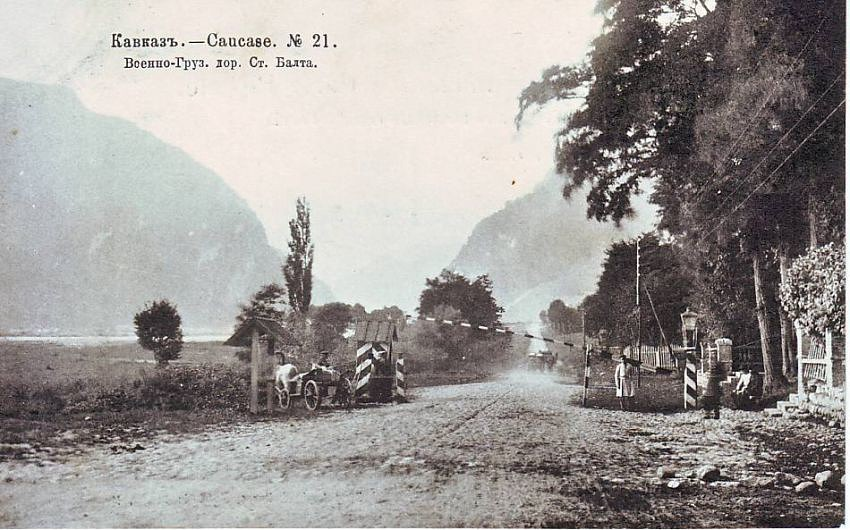
Станция Балта

Балта́ (осет. Бæлта, груз. ბალთა, ингуш. Балта) — село в Республике Северная Осетия-Алания. Подчинён Затеречному району города Владикавказа и входит в состав городского округа город Владикавказ (Дзауджикау).

## География
Селение расположено на Военно-Грузинской дороге, на левом берегу реки Терек. Находится в 10 км к югу от города Владикавказ.

## Этимология
Существует несколько объяснений наименования селения.
Одна версия связывает название с близлежащим мохевским аулом. Также предполагается, что наименованием произошло от осетинского слова «бал» (вишня). Другие версии связывают название с тюркским словом «балта» (лес, роща).

## История
Согласно древнегрузинским и древнеармянским письменным источникам эта местность была заселена аланами уже в I веке нашей эры. Значительная часть алан освоила эту территорию уже в середине 1-го тысячелетия нашей эры. Аланские катакомбные могильники датируются XII—X в. На высоте около ста метров выше Грузинско-военной дороги в 1965 году были обнаружены несколько ям, отнесённых к следам жилищ VII — X веков. По склонам были рассыпаны обломки керамики XI—XII веков.
Селение основано в XVIII веке и первоначально было заселено грузинами-мохевцами и осетинами из рода Слонате. В предшествующие времена эти земли были населены вайнахами[страница не указана 333 дня].
С началом реконструкции Военно-Грузинской дороги русской администрацией, в Балте были устроены путевая станция (первая при следовании из Владикавказа) и военный редут. В редуте полагалось иметь роту солдат и две мортиры для усмирения местных жителей — тагаурцев, в случае их бунта. Здесь взыскивался шоссейный сбор. В конце 1850-х — начале 1860-х годов был выстроен двухэтажный станционный дом за высокой каменной оградой, с буфетом с горячими обедами, тремя комнатами для проезжающих — общей мужской, такой же женской и «генеральской».
Из письменных источников известен некий князь Девлет-Мирза Дударов (Дондаров), который в XIX веке владел в окрестностях собственным замком, «отдалённым от Балтинского редута не более как на 80 сажен». Сохранилось описание его укрепления. В статье М. Баева «Тагаурское общество и экспедиция генерал-майора князя Абхазова в 1830 году» от 1869 года описывается, что «на крестьян напали чеченцы и увезли множество женщин и детей, которые, впрочем, были впоследствии возвращены Девлет-Мирзою Дудуровым, человеком, пользовавшимся в то время громадным влиянием и уважением у племён, живших в районе Владикавказского укрепления — чеченцев, ингушей, кабардинцев и осетин Северного Кавказа».
Считается, что инициаторами переселения с гор в предгорные районы Тагаурии и Дигории были феодалы Дондаровы, которые со своими подвластными из родов Азиевых, Хаблиевых, Дауровых, Мисиковых, Албеговых, Базровых и Губиевых основали в XVII—XVIII веках селения Балта, Даллагкау, Батыкъох (Редант) на левом берегу Терека.
В начале XX века в село также активно начали переселяться ингуши из Джейрахского ущелья.
До 1920 года село входило в состав Терского округа. После установления советской власти в регионе, селение было передано в состав Ингушской автономной области, а затем в состав Чечено-Ингушской области (до 1944 года).
В 1944 году после депортации ингушей в Казахстан, селение было передано в состав Пригородного района Северо-Осетинской АССР.
В дальнейшем в 1960-е годы село было выделено из Пригородного района и включено в состав территорий непосредственно подчинённых городу Орджоникидзе (ныне городской округ Владикавказ).
В трагические дни межэтнического конфликта ингуши как и из других сёл республики покинули свои дома, местное оставшееся неингушское население после конфликта не позволило сжечь их дома, захватить дома беженцами из Цхинвала или Грузии. С конца 1999 года большая часть ингушей вернулись в селение.
С 2000-х годов село активно строится и заселяется. Балта является интернациональным населенным пунктом, где в основном живут грузины, ингуши, осетины, а также русские и армяне.
Местные традиции
Ежегодно летом в посёлке проходит религиозно-народный праздник Ломисоба (восточно-грузинского горного происхождения) который празднуют люди разных национальностей. Также ежегодно в селении проходят памятные мероприятия в честь классика ингушской литературы 
Джамалдина Яндиева.

## Население
| 1926 | 2002  | 2010 | 2021 |
| ---- | ----- | ---- | ---- |
| 387  | ↗1214 | ↘926 | ↘641 |

Национальный состав
По данным Всероссийской переписи населения 2010 года.
| Народ   | Численность, чел. | Доля от всего населения, % |
| ------- | ----------------- | -------------------------- |
| грузины | 532               | 57,5 %                     |
| ингуши  | 213               | 22,6 %                     |
| осетины | 144               | 15,3 %                     |
| русские | 20                | 2,8 %                      |
| армяне  | 16                | 1,7 %                      |
| другие  | 4                 | 0,1 %                      |
| всего   | 926               | 100 %                      |

Численность на 2020 год 1145 человек.

## Улицы
| - Молодёжная - Подгорная - Солнечная | - Тбилисская - Мира - Интернациональная |

## Социальная инфраструктура
Село находится на шоссе А-301 в 8 километрах южнее Владикавказа. Ближайшая железнодорожная станция — Владикавказ находится в 15 километрах севернее от села.
В селе также действует:
- Средняя общеобразовательная школа имени Э. Тиникашвили
- Дошкольное учреждение №2 (Детский сад)
- Почтовое отделение

## Достопримечательности
Объекты культурного наследия
- Здание, где в 1942—1943 гг. находился полевой госпиталь № 2407 — памятник истории[12];
- Два могильника — памятник археологии федерального значения[13].

## Известные уроженцы
- Яндиев Джамалдин Хамурзаевич (1916—1979) — народный поэт Ингушетии.